# Der Kunstwart
Der Kunstwart war eine deutsche Zeitschrift für Dichtung, Theater, Musik, Bildende Kunst und Angewandte Kunst.

## Geschichte
Der Kunstwart erschien von 1887 bis 1894 im Verlag Kunstwart in Dresden und danach von 1894 bis 1937 im Callwey Verlag in München. Die Herausgeber waren Ferdinand Avenarius (1887–1923), Wolfgang Schumann (1924–1926) und Hermann Rinn (1926–1937). Der Kunstwart leistete bis zum Beginn des Ersten Weltkrieges 1914 einen wichtigen Beitrag zur kulturellen Erziehung der Jugend, insbesondere von Studenten und Volksschullehrern, und war ein Bestandteil der Lebensreformbewegung.
Um Leser und Sympathisanten des Kunstwart in einer Institution zu verbinden, wurde 1902 von Avenarius im Zusammenwirken mit dem Kunsthistoriker Paul Schumann der Dürerbund als wichtigster Gebildetenreform-Verein im Deutschen Reich gegründet. 1904 erreichte der Kunstwart mit 22.000 Abonnenten einen ersten Höhepunkt. Nach 1937 ging er in der Zeitschrift Das Innere Reich auf.
Die Zeitschrift beschäftigte sich mit allen Fragen der damaligen Gegenwartskunst sowie mit der „Stellung der Künste im Leben des Einzelnen und der Nation, über ihr Verhältnis zur Gesellschaft von heute und zum heutigen Staat“ und nahm dabei eine bürgerlich-konservative Grundhaltung ein.
1912 ereignete sich im Kunstwart eine der wichtigsten Debatten deutsch-jüdischer Geschichte im Kaiserreich, nachdem der jüdische Schriftsteller Moritz Goldstein dort seinen Text Deutsch-jüdischer Parnaß veröffentlicht hatte. Dieser gipfelte in dem Ausspruch „Wir Juden verwalten den geistigen Besitz eines Volkes, das uns die Berechtigung und die Fähigkeit dazu abspricht.“ Daraufhin entstand eine von Ferdinand Avenarius beförderte Debatte um das deutsch-jüdische Verhältnis und Juden im Kulturbereich.

## Titel (Auswahl)
Der Kunstwart erschien mit wechselnden Titeln und Untertiteln:
- Der Kunstwart. Rundschau über alle Gebiete des Schönen (1887–1897)
- Der Kunstwart. Rundschau über Dichtung, Theater, Musik, bildende und angewandte Künste (1896–1897)
- Der Kunstwart. Halbmonatsschau über Dichtung, Theater, Musik, bildende und angewandte Künste (1897–1907)
- Der Kunstwart. Halbmonatsschau für Ausdruckskultur auf allen Lebensgebieten (1907–1912)
- Der Kunstwart und Kulturwart. Halbmonatsschau für Ausdruckskultur auf allen Lebensgebieten (1912–1915)
- Deutscher Wille (Kriegsausgabe 1914–1919)[5]
- Kunstwart und Kulturwart. Halbmonatsschau für Ausdruckskultur auf allen Lebensgebieten (1919–1925)
- Der Kunstwart. Deutscher Dienst am Geiste (1925–1926: Schriftleitung Wolfgang Schumann; 1926–1928: Schriftleitung Hermann Rinn)
- Der Kunstwart. Monatshefte für Kunst. Literatur und Leben (1928–1932)
- Deutsche Zeitschrift. Monatshefte für eine deutsche Volkskultur (1932–1937)
- Unabhängige Monatshefte für die politische und geistige Gestaltung der Gegenwart
- Zweimonatshefte für eine deutsche Volkskultur (1935–1937)

## Autoren
Autoren dieser Theaterzeitschrift und Kulturmagazins waren unter anderem:
| - Wilhelm Altmann - Hermann Bahr - Adolf Bartels - Richard Batka - Wilhelm Bölsche - Arthur Bonus - Marianne Bruns - Hans Carossa - Friedrich Carstanjen - Marie von Ebner-Eschenbach - Moritz Goldstein - Karl Hanusch | - Julius Hart - Theodor Heuss - Paul Heyse - Hugo von Hofmannsthal - Christian Morgenstern - Ernst Penzoldt - Peter Rosegger - Albrecht Schaeffer - Heinrich Schenker - Paul Schultze-Naumburg - Elisabeth Siewert - Karl Söhle | - Hans Sommer - Carl Spitteler - Ernst Troeltsch - Regina Ullmann - Oskar Walzel - Leopold Weber - Margarete Weinhandl - Manfred Wittich |